# Hyllisia albifrons
Hyllisia albifrons là một loài bọ cánh cứng trong họ Cerambycidae.